# 長谷川暢
長谷川 暢（はせがわ のぼる、1996年12月21日 - ）は、埼玉県出身のバスケットボール選手である。ポジションはポイントガード。身長175cm、体重78kg。Bリーグ・B1の茨城ロボッツに所属している。

## 来歴
埼玉県出身。中2の時、上尾市立大石中学校に転校。2011年に全国中学校バスケットボール大会の優勝メンバーに名を連ねた。
中学卒業後は能代工業高校に進学。3年次にはキャプテンに任命された。この2014年にはU-18日本代表に選ばれ、日・韓・中ジュニア交流競技会に出場した。また同年12月のウィンターカップでは、能代工業高校として7年ぶりとなる準々決勝進出に貢献した。
早稲田大学に進学した長谷川は2016年の関東大学バスケットボール連盟新人戦でアシスト王のタイトルを獲得した。
大学3年次にはBリーグ・B2の秋田ノーザンハピネッツの練習に参加し、ヘッドコーチであるジョゼップ・クラロスの指導を受ける。その後2018年2月、能工時代の恩師佐藤信長がHCを務めるB2・青森ワッツに特別指定選手として入団。3月末に大学バスケ部に復帰するまでの間、13試合に出場し1試合平均8.0得点を挙げた。
大学4年次となった2018年には副キャプテンに就任。関東リーグではアシスト数1位のタイトルを獲得し、インカレでは2回戦で前年度優勝の大東文化大学ベアーズを降す。続く準々決勝で日本大学レッドシャークスに敗れたが、長谷川はMIP賞を受賞した。
インカレ終了後の12月22日、特別指定選手として、B1リーグに昇格した秋田ノーザンハピネッツに加入。2019年1月27日の横浜ビー・コルセアーズ戦では18分間出場し、試合には敗れたものの7得点を挙げた。
2024年5月23日、6シーズン過ごした秋田から茨城ロボッツに移籍することが発表された。

## 個人成績
| シーズン | チーム | GP | GS | MPG  | FG%  | 3P%  | FT%  | RPG | APG | SPG | BPG | TO  | PPG |
| -------- | ------ | -- | -- | ---- | ---- | ---- | ---- | --- | --- | --- | --- | --- | --- |
| 2017-18  | 青森   | 13 | 0  | 22.4 | 43.2 | 41.9 | 83.3 | 2.0 | 2.3 | 1.0 | 0.0 | 0.8 | 8.0 |
| 2018-19  | 秋田   |    |    |      |      |      |      |     |     |     |     |     |     |